# Длинный, длинный трейлер
«Длинный, длинный трейлер» (англ. The Long, Long Trailer) — кинофильм.

## Сюжет
Никки (Деси Арнас) и Тэйси (Люсиль Болл) — молодожёны. Никки хотел купить дом, однако вместо этого они покупают огромный 10-метровый трейлер — прицеп к легковому автомобилю, в котором можно как жить, так и путешествовать. Для того, чтобы иметь возможность отправиться на этом трейлере в свадебное путешествие, им даже приходится поменять автомобиль на более мощный. А вот само путешествие оказывается полным самых неожиданных приключений и чуть было не приводит к расставанию молодых супругов…

## В ролях
- Люсиль Болл — Тейси Болтон / Коллини
- Деси Арнас — Николас «Никки» Коллини
- Марджори Майн — миссис Хиттавей
- Кинан Уинн — полицейский
- Морони Олсен — мистер Тэуитт
- Мэдж Блейк — тётя Анастейша
- Берт Фрид — бригадир

## Съёмочная группа
- Режиссёр: Винсент Миннелли
- Сценарист: Альберт Хэкетт 
Фрэнсис Гудрич
- Композитор: Шавье Кугат 
Адольф Дойч
- Оператор: Роберт Сёртис